# Lomtjärnen (Offerdals socken, Jämtland, 703480-142137)
Lomtjärnen är en sjö i Krokoms kommun i Jämtland och ingår i Indalsälvens huvudavrinningsområde.